# 加斯托内·普乔尼
加斯托内·普乔尼（義大利語：Gastone Puccioni，1926年8月17日—1995年），意大利男子曲棍球运动员。他曾代表意大利国家队参加1952年夏季奥林匹克运动会曲棍球比赛，获得第十一名。